# هوي شنايدر
هوي شنايدر (بالإنجليزية: Howie Schneider)‏ هو فنان قصص مصورة أمريكي، ولد في 24 أبريل 1930 في ذا برونكس في الولايات المتحدة، وتوفي في 28 يونيو 2007 في Truro, Massachusetts ‏ في الولايات المتحدة.